# Высший институт аэронавтики и космоса (Тулуза)
Высший институт аэронавтики и космоса (ISAE-SUPAERO, фр. Institut supérieur de l'aéronautique et de l'espace) — высшая инженерная школа (grande école), основанная в 1909 году. Это была первая в мире школа аэрокосмической инженерии, которая сегодня считается одной из лучших в Европе в этой области. Институт предлагает ряд программ на получение степени в области естественных наук и инженерии. ISAE-SUPAERO является частью Тулузского университета.
Исторически ISAE-SUPAERO возник в результате слияния двух высших школ SUPAERO и ENSICA летом 2007 года. Цель этого шага заключалась в том, чтобы повысить международную известность SUPAERO и ENSICA (оба из которых зависели от Министерства обороны Франции ), путем объединения факультетов и исследовательских возможностей. В 2011 году ISAE основал Группу ISAE с инженерной школой ENSMA. В 2012 году к Группе ISAE присоединились ESTACA и École de l'Air.
С момента основания в 1909 году ISAE-SUPAERO выпустил более 21 500 студентов. Некоторые из них стали известными в области авиации и космонавтики, в том числе: Анри Коанда, первооткрыватель эффекта Коанды ; Анри Циглер, основатель программы Airbus; Михаил Иосифович Гуревич, создатель МиГ-1; и Жан-Франсуа Клервуа, французский астронавт.

## Цели
У ISAE-SUPAERO следующие цели:
- Обучать инженеров в области аэронавтики и космонавтики, а также в смежных областях.
- Заниматься научными исследованиями и технологическими инновациями.
- Предоставлять специализированное послевузовское и непрерывное образование.
- Предоставлять докторские программы и национальные степени, эквивалентные магистру или выше.

## Правовой статус и организация
ISAE-SUPAERO был создан постановлением 2007-1384 от 24 сентября 2007 года.
Институт находится под управлением Министерства обороны и под надзором DGA (Генеральная дирекция по вооружению). ISAE-SUPAERO является государственным учреждением, занимающимся научной, культурной и профессиональной деятельностью. Работа Института регулируется статьями R.3411-1 - R.3411-28 Кодекса обороны и аккредитована Комиссией по инженерному образованию. ISAE SUPAERO также выдает национальные докторские и магистерские степени, аккредитованные Конференцией Высших школ, организацией, членами которой являются самые престижные инженерные и бизнес-школы Франции.
Институтом руководит Исполнительный совет из 27 членов, возглавляемый Президентом. Правление собирается три раза в год. В Институте также есть образовательный совет, исследовательский совет и совет по непрерывному образованию. Члены консультативных советов происходят из самого Института, научных кругов и промышленности.
ISAE-SUPAERO внедрил систему менеджмента качества ISO 9001 (версия 2008 г.) для всей своей деятельности (образование, исследования и поддержка).

## Национальные рейтинги и показатели приема
ISAE-SUPAERO — одна из самых востребованных и знаменитых инженерных школ во Франции.
Институт регулярно входит в пятерку лучших французских инженерных школ и занимает первое место в области аэрокосмической инженерии.
| Рейтинг                                                          | 2018 г.                               |
| Инженерные школы                                                 | Инженерные школы                      |
| ---------------------------------------------------------------- | ------------------------------------- |
| Журнал L'Usine nouvelle - Рейтинг инженерных школ                | 4-е место (среди 130 инженерных школ) |
| L'Étudiant - Рейтинг инженерных школ                             | 4-е место (среди 174 инженерных школ) |
| Школы аэрокосмической инженерии                                  |                                       |
| Журнал L'Usine nouvelle - Рейтинг школ аэрокосмической инженерии | 1-е место                             |
| Eduniversal - Рейтинг школ аэрокосмической инженерии             | 1-е место                             |

У ISAE-SUPAERO сложные условия для поступления. Это одна из самых требовательных инженерных школ во Франции, где процент зачислений составляет около 10%.
Зачисление на бакалавриат ISAE-SUPAERO в рамках инженерного цикла осуществляется двумя способами: первый путь, по которому набирается большинство студентов — это сложный экзамен, который требует как минимум двух лет очень интенсивной подготовки в подготовительных классах (фр. Classe préparatoire). Другой путь соответствует набору около двадцати студентов бакалавриата из университетов.  В обоих случаях зачисление включает неделю письменных экзаменов весной, за которыми следуют устные экзамены, которые проводятся в течение лета.   
Ежегодно в престижную школу принимаются около 200 студентов из подготовительных классов или французских университетов.  
| Количество студентов, принятых после сдачи национального экзамена (2018 г.) | Количество студентов, принятых после сдачи национального экзамена (2018 г.) | Количество студентов, принятых после сдачи национального экзамена (2018 г.) | Количество студентов, принятых после сдачи национального экзамена (2018 г.) | Количество студентов, принятых после сдачи национального экзамена (2018 г.) | Количество студентов, принятых после сдачи национального экзамена (2018 г.) |
| Подготовительные классы (специальности)                                     | Подготовительные классы (специальности)                                     | Подготовительные классы (специальности)                                     | Подготовительные классы (специальности)                                     | Подготовительные классы (специальности)                                     | Университет                                                                 |
| --------------------------------------------------------------------------- | --------------------------------------------------------------------------- | --------------------------------------------------------------------------- | --------------------------------------------------------------------------- | --------------------------------------------------------------------------- | --------------------------------------------------------------------------- |
| Математика и физика                                                         | Физика и технические науки                                                  | Физика и химия                                                              | Физика и технологии                                                         | Технологии и промышленная наука                                             | /                                                                           |
| 78                                                                          | 79                                                                          | 34                                                                          | 6                                                                           | 2                                                                           | 23                                                                          |

Ниже указаны средние показатели приема учащихся подготовительных классов. 
|         | Количество абитуриентов | Средний показатель приема |
| ------- | ----------------------- | ------------------------- |
| 2018 г. | 14 764                  | 12,76%                    |
| 2017 г. | 14 686                  | 11,63%                    |
| 2016 г. | 14 681                  | 11,62%                    |
| 2015 г. | 14 193                  | 11,86%                    |
| 2014 г. | 14 443                  | 9,7%                      |

## Известные выпускники

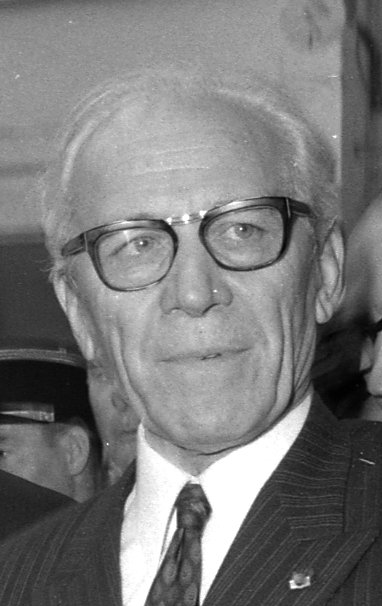
Анри Зиглер, отец программы Airbus.

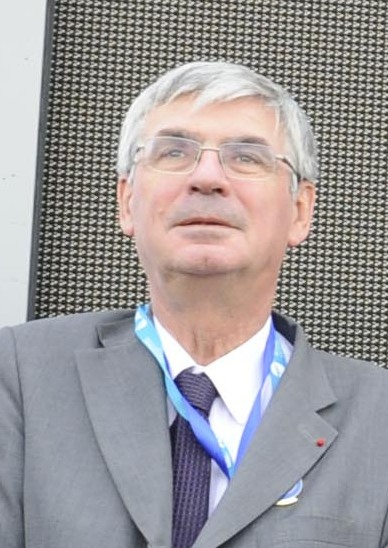
Жан-Поль Эртеман, бывший генеральный директор Safran.

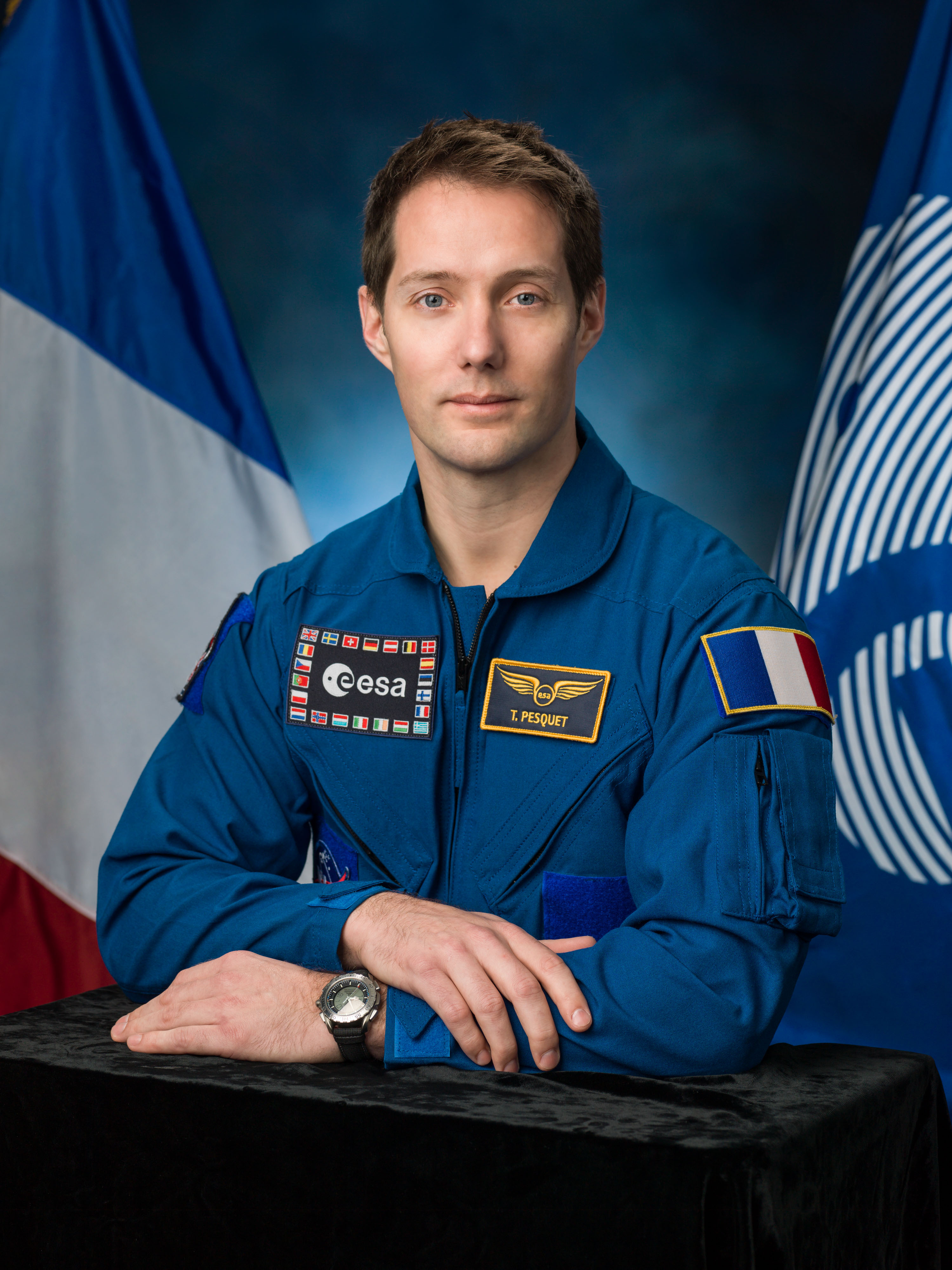
Тома Песке, французский астронавт.

- Рауль Баден, выпуск 1910, один из главных изобретателей индикатора воздушной скорости и прародитель полетов по приборам.
- Анри Коанда, выпуск 1910, открыл эффект Коанды ; Румынский конструктор первого реактивного самолета.
- Анри Потэ, выпуск 1911, основатель компании Potez airplanes.
- Михаил Гуревич, выпуск 1913, основатель МиГ.
- Марсель Дассо, выпуск 1913, основатель компании Dassault airplanes.
- Анри Циглер, выпуск 1931, основатель программы Airbus .
- Серж Дассо, выпуск 1951, генеральный директор Dassault Aviation.
- Жан-Франсуа Клервуа, выпуск 1983, астронавт.
- Марк Гино, поступил в 1985, вице-президент и главный инженер программы Airbus А380.
- Гийом Фори, выпуск 1992, нынешний генеральный директор Airbus Group и бывший президент Airbus Commercial Aircraft .
- Тома Песке, выпуск 2001, астронавт.
- Саманта Кристофоретти, выпуск 2007 (ERASMUS), итальянский астронавт.
- Лука Пармитано, 2009, итальянский астронавт.
- Винсент Лекрубье, выпуск 2011, Олимпийские игры 2008-2012, чемпион по гребле на байдарках.
- Паскаль Васселон, 2000-2004 гг. Michelin Competition, директор Формулы-1, с 2010 г. технический директор Toyota Motorsport GmbH.
- Софи Адено, выпуск 2004, космонавт, подполковник ВКС Франции.